# Rhazes
 For alternative betydninger, se Rhazes (flertydig). (Se også artikler, som begynder med Rhazes)
Abu Bakr Mohammad Ibn Zakariya Razi også kaldt Rhazes, 864-925, var en Perser, født i Rey, Iran. Han var kendt som den første, der destillerede alkohol. Filosofisk arvtager af Sokrates og medicinsk af Hippokrates.
Razi gjort grundlæggende og varige bidrag til områderne medicin, alkymi, musik og filosofi, der er registreret i over 200 bøger og artikler inden for forskellige områder af videnskab. Han var velbevandret i det gamle persiske, græske og gamle indiske medicinske viden og gjorde mange fremskridt inden for medicin gennem egne observationer og opdagelser.
Han rejste meget, for det meste i Persien. Som lærer i medicin, tiltrak han elever i alle discipliner, og sagdes at være medfølende og viet til at tjene sine patienter, uanset om de er rige eller fattige.